# Novoselë, Kolonjë
Novoselë, Kolonjë là một xã trong quận Kolonjë thuộc hạt Korçë, Albania. Dân số năm 2005 là 666 người.